# Matilda
Matilda es el título de un libro escrito por Roald Dahl. Inicialmente, fue publicado en 1988 en Londres por Jonathan Cape, con ilustraciones de Quentin Blake. Se hizo una película con el mismo nombre en 1996, dirigida por Danny DeVito; un musical en 2010 a cargo de la Royal Shakespeare Company y una película adaptada del musical antes mencionado en 2022.

## Argumento
Matilda Wormwood es una niña sumamente inteligente. Sin haber cumplido los cinco años, ya había desarrollado habilidades increíbles para su edad, leído a numerosos autores y atesorado asombrosos conocimientos. Sin embargo, sus mediocres padres nunca se preocupan por ella y la obligan a mirar la televisión negándose a comprarle libros; además de dejarla sola todas las tardes.
Mientras están fuera, Matilda comenzará a  acudir a la biblioteca donde encontrará el fascinante mundo de la literatura:

"Así que la joven mente de Matilda siguió creciendo, alimentada por las voces de todos aquellos autores que habían lanzado sus libros al mundo como barcos a la mar. Esos libros dieron a Matilda un mensaje de esperanza: No estás sola".

Ingeniosa y resuelta, Matilda se da cuenta al poco tiempo de que es más inteligente que sus padres y, por lo tanto, no presta atención a sus ridículas ideas. Gracias a sus lecturas en  la biblioteca pública, cuando comienza la escuela, supera ampliamente a sus compañeros. Su agradable maestra, la señorita Miel, pide que pasen a Matilda a una clase más avanzada, pero la pérfida directora, la señorita Tronchatoro, se niega.
Agatha Tronchatoro es una persona malévola. Mete a los niños en un espantoso dispositivo de tortura al que llaman “La ratonera”, o los lanza por el aire, a menudo sin ninguna prueba de que hayan hecho algo malo, o simplemente porque no le agradan. Para ella la intimidación es el mejor método educativo, y declara sin rodeos que su idea de una escuela perfecta sería aquella en la que no hubiera niños.
Mientras tanto, Matilda descubre que tiene poderes telequinéticos, un secreto que le confía sólo a la señorita Miel. Se entera de esta insólita habilidad cuando su mejor amiga, Lavanda, pone una salamandra en el agua de la señorita Tronchatoro. Cuando esta acusa a Matilda de haberlo hecho, ésta se pone tan furiosa que le vuelca encima el vaso usando los ojos. La señorita Miel siente curiosidad sobre los poderes de la niña y la invita a merendar a su casa, una diminuta casita de campo, donde Matilda ve que su profesora es sumamente pobre. Le pregunta por qué, y la señorita Miel explica cómo, después de la muerte de su padre, quedó al cuidado de su tía, cuñada de su padre. Esta mujer era una horrible abusadora de niños que convirtió a la señorita Miel en su esclava.
La tía de la señorita Miel exigió que le pagara porque había estado alimentándola y comprándole ropa y calzado durante todos aquellos años. La señorita Miel le tenía tanto miedo a su tía que accedió y ahora le paga tanto que está obligada a vivir de forma miserable. Cuando Matilda le pregunta quién es esa tía, la señorita Miel revela que es la señorita Tronchatoro, y con esta información Matilda formula un plan para deshacerse de ella para siempre.
Cuando Tronchatoro examina la clase de la señorita Miel, Matilda usa sus poderes para escribir en la pizarra. Fingiendo ser el fantasma del padre de su maestra, Magnus, la amenaza con "ocuparme de ella, como tú lo hiciste conmigo" si no le da a "Jenny" sus salarios y la casa de su padre. Esto hace que la señorita Tronchatoro se desmaye y no vuelva a ser más la directora.
Al día siguiente, la señorita Tronchatoro desaparece, abandonando la casa de su cuñado. También aparece su testamento, y se descubre que la señorita Miel es la heredera legítima de la propiedad. A partir de entonces, la señorita Miel se muda a la casa de su padre y, con su tía fuera, Matilda es pasada a un grado superior, pero pierde su telequinesis. La señorita Miel cree que se debe a que ahora el cerebro de Matilda tiene que trabajar mucho más, compitiendo con niños que la doblan en edad.
Al final de la historia, la ley atrapa al padre de Matilda, que había estado vendiendo coches robados, por lo que él decide escaparse con su familia a España, pero Matilda les ruega que la dejen quedarse con la señorita Miel. Sus padres están de acuerdo, ya que es "una menos de la que ocuparse", y se marchan para siempre.
Y así la señorita Miel y Matilda viven felices para siempre.

## Personajes
- Matilda Wormwood: Es la protagonista. Se caracteriza por ser una niña muy brillante, amable y con una gran mente que le proporciona el poder telequinético. sin embargo, sus padres, los Wormwood carecen de la inteligencia que Matilda posee y la subestiman por interesarse en los libros y el aprendizaje. A lo largo de la historia y diversos eventos que ocurren, Matilda se convertirá en una niña maravillosa que ayudará a la señorita Honey.
- Michael: Hermano de Matilda, es un niño de inteligencia mediana que es adicto a ver la televisión, pero siempre sobrestimado por sus padres y utilizado para humillar a Matilda.
- Señor y Señora Wormwood: Son los padres de Matilda, pareja promedio que poseen poca inteligencia y una mente cerrada. Sus diversiones se centran en lo cotidiano como la televisión, los chismes y las apuestas en el bingo. El Señor Wormwood es un vendedor de coches usados y robados, mientras que la Señora Wormwood no trabaja y es adicta a las apuestas, la televisión y la belleza, además su inteligencia es más baja que la de su marido.
- Señorita Honey: Personaje apacible y discreto, se caracteriza por ser una profesora de primaria que siempre trata con dulzura a sus alumnos/as y estos a cambio le dan cariño y regalos. La señorita Honey representa la parte más importante en la vida educativa de Matilda, ya que es la que más muestra interés en ella. Al final, Honey adopta a Matilda.
- Señorita Trunchbull: La directora de la primaria, mujer de gran talla similar a un monstruo tirano que atemorizaba a los alumnos. Generaba desconfianza y sensación de peligro. Procura utilizar castigos muy severos contra los niños.
- Lavender: Mejor amiga de Matilda y compañera de aventuras. Es una niña simpática e inteligente que se convierte en cómplice de Matilda.
- Bruce Bogtrotter: Es un compañero de escuela de Matilda que sufre sobrepeso, Trunchbull le administra un castigo que consiste en comer un pastel de gran tamaño de chocolate sin ayuda de ningún otro niño, Bruce se convierte en el vencedor ante el reto de la directora delante de todo el colegio.